# Gonomyia cognatella
Gonomyia cognatella är en tvåvingeart som beskrevs av Osten Sacken 1860. Gonomyia cognatella ingår i släktet Gonomyia och familjen småharkrankar. Inga underarter finns listade i Catalogue of Life.